# الدوري المجري لكرة السلة
الدوري المجري لكرة السلة هو دوري كرة سلة للمحترفين في المجر تأسس في 1933 يلعب فيه 14 فريقاً. يعتبر فريق بودابست هونفد هو الأكثر تتويجا باللقب.

## أبرز الفرق
- بودابست هونفد

## وصلات خارجية
- الموقع الإلكتروني